# Francisco Javier Elorriaga Iturriagagoitia
Francisco Javier Elorriaga Iturriagagoitia (Abadiño, 3 de desembre de 1947) va ser un ciclista basc, que fou professional entre 1972 i 1980.
Com a ciclista amateur va prendre part en els Jocs del Mediterrani de 1971, en què aconseguí dues medalles d'or, i als Jocs Olímpics de Múnic de 1972, on va participar en la prova de fons en carretera, quedant en setzena posició final. Després d'aquesta experiència olímpica va passar al camp professional, sent fitxat per l'equip Kas.
Durant la seva carrera professional aconseguí 40 victòries, destacant les seves actuacions en curses per etapes d'una setmana, en què aconseguí nombroses victòries: Volta a Aragó (sis etapes i dos triomfs a la general), Volta a Astúries (cinc etapes), Volta a Cantàbria (cinc etapes), Volta a Euskadi (tres etapes)...
A les grans voltes aconseguí dues victòries d'etapa a la Volta a Espanya. Al Tour de França sols hi participà en una ocasió, abandonat.

## Palmarès
- 1971 (amateur)
  -  als Jocs del Mediterrani de 1971 en ciclisme en ruta
  -  als Jocs del Mediterrani de 1971 en la CRE
  - 1r al Memorial Sabino Zamarripa
- 1972 (amateur)
  - 1r al G.P.Liberación
  - Vencedor d'una etapa a la Volta a Polònia
- 1973
  - 1r al Gran Premi de Laudio
  - 1r al Trofeu Masferrer
  - Vencedor d'una etapa de la Volta a Andalusia
  - Vencedor d'una etapa de la Volta a Euskadi
  - Vencedor d'una etapa de la Volta a Astúries
  - Vencedor de 2 etapes de la Volta a Aragó
  - Vencedor d'una etapa dels Tres Días de Leganés
- 1974
  - 1r a la Volta a Aragó i vencedor d'una etapa
  - Vencedor de 2 etapes de la Volta a Cantàbria
  - Vencedor d'una etapa de la Volta a Mallorca
  - 1r al G.P. Villafranca
- 1975
  - 1r a la Volta a la Rioja i vencedor d'una etapa
  - 1r a la Volta a Segòvia i vencedor d'una etapa
  - 1r a la Segovia-Castellos
  - Vencedor d'una etapa de la Volta a Astúries
- 1976
  - 1r a la Volta a Aragó i vencedor de 3 etapes
  - Vencedor d'una etapa de la Volta a Euskadi
  - Vencedor d'una etapa de la Volta a Cantàbria
  - Vencedor de 2 etapes dels Tres Días de Leganés
- 1977
  - 1r al G.P.de Caboalles de Abajo
  - 1r als Tres Días de Leganés i vencedor d'una etapa
  - Vencedor d'una etapa de la Volta a Euskadi
  - Vencedor d'una etapa de la Volta a Astúries
  - Vencedor d'una etapa de la Volta a Cantàbria
- 1978
  - 1r al Gran Premi de València
  - 1r al G.P.Botella
  - Vencedor d'una etapa de la Volta a Espanya
  - Vencedor d'una etapa de la Volta a Cantàbria
  - Vencedor de 2 etapes de la Volta a Astúries
- 1980
  - Vencedor d'una etapa de la Volta a Espanya
  - Vencedor d'una etapa del G.P.de Navarra

### Resultats a la Volta a Espanya
- 1973. 45è de la classificació general
- 1974. 16è de la classificació general. 1r de les Metes Volants
- 1976. 26è de la classificació general.  Porta el mallot groc durant 2 etapes
- 1977. 24è de la classificació general
- 1978. 27è de la classificació general. Vencedor d'una etapa
- 1979. 51è de la classificació general
- 1980. 42è de la classificació general. Vencedor d'una etapa

### Resultats al Giro d'Itàlia
- 1975. 58è de la classificació general
- 1977. 98è de la classificació general

### Resultats al Tour de França
- 1978. Abandona (13a etapa)